# Johnny Paraguay
Johnny Paraguay est une série de bande dessinée belge du dessinateur et scénariste Malik et du scénariste Yves Varende (pour le premier tome), éditée en album par l'Édition des Archers en 1983 et en 1985 (2 volumes).

## Liste des albums
1. La captive du Baron Samedi (Édition des Archers, 1983)
2. Stalnaker (Édition des Archers, 1985)